# Hebridochernes paradoxus
Hebridochernes paradoxus är en spindeldjursart som beskrevs av Beier 1940. Hebridochernes paradoxus ingår i släktet Hebridochernes och familjen blindklokrypare. Inga underarter finns listade i Catalogue of Life.